# Anizotropie

Distribuţia anizotropică a radiației cosmice de fond, imagine realizată cu WMAP

Anizotropia este proprietatea caracteristică anumitor corpuri, constând în dependența unor mărimi mecanice, electrice, optice etc., numite constante de material, de direcția de-a lungul căreia este exercitată acțiunea exterioară.
Potrivit Dicționarului explicativ al limbii române (ediția 2016), anizotropia este însușirea unui corp de a nu avea aceleași proprietăți fizice în toate direcțiile. Atunci când proprietățile unui material variază pe diferite orientări cristalografice se spune că materialul este anizotrop. 
Anizotropia se explică prin particularitățile de structură ale corpurilor, fiind prezentă:
- la corpurile cristaline, datorită așezării regulate a ionilor în nodurile unei rețele asimetrice;
- la corpurile amorfe, de exemplu sticla, în cazul în care așezarea dezordonată a particulelor constituente este modificată sub acțiunea unor forțe exterioare;
- la corpurile ale căror molecule sunt sisteme anizotrope.

De obicei, dacă un mediu este anizotrop pentru un anumit fenomen, el prezintă anizotropie și pentru alte fenomene.
Există totuși cazuri în care mediul poate fi considerat izotrop pentru unele fenomene și anizotrop pentru altele.
De exemplu, cristalul de sare de bucătărie (NaCl) prezintă anizotropie la solicitări mecanice, dar este izotrop din punct de vedere optic.

## Anizotropie optică
Anizotropia optică reprezintă calitatea unui mediu transparent de a transmite lumina în mod diferit, în funcție de direcția de propagare a acesteia.
Fasciculul incident pe un astfel de mediu este, în general, descompus în două fascicule dintre care unul (fasciculul ordinar) se propagă în conformitate cu legile opticii geometrice, iar celălalt (fasciculul extraordinar) nu respectă aceste legi.
Acest fenomen numit "birefringență" (sau dublă refracție), apare la un număr mare de substanțe (cristaline sau amorfe) omogene, care sunt anizotrope pentru fenomenele luminoase.